# Ширинский (посёлок)
Ширинский — посёлок в Тульской области России.
В рамках административно-территориального устройства является центром Ширинского сельского округа Новомосковского района, в рамках организации местного самоуправления входит в муниципальное образование город Новомосковск со статусом городского округа.

## География
Расположен у северо-восточной окраины города Новомосковска, на автомобильной дороге 70-К-269 или Новомосковск — Хмелёвка — Ширинский — Савино (до трассы Р132).

## Население
| 2002 | 2010  |
| ---- | ----- |
| 1709 | ↘1548 |

## Инфраструктура
В посёлке имеется средняя школа, детский сад, культурно-досуговый центр

## Предприятия
В посёлке из предприятий работает птицефабрика, хлебозавод, тепличный комплекс «Новомосковский», рядом находится в п. Пригорье Северо-Задонский (Задонский) завод ЖБИ, частично заброшенный